# Nadia Melliti
Pour les articles homonymes, voir Melliti.
Nadia Melliti, née en 2002, est une actrice française.
Étudiante sans expérience cinématographique préalable, elle est repérée dans les rues de Paris pour incarner Fatima, une jeune femme musulmane confrontée à des conflits entre sa foi, sa famille et son identité lesbienne,  dans le film La Petite Dernière réalisé par Hafsia Herzi. Cette performance lui vaut le prix d'interprétation lors du Festival de Cannes 2025.

## Biographie
D’origine algérienne, Nadia Melliti naît en 2002 en France. Avant de commencer sa carrière d'actrice, elle est étudiante et pratique le football. En 2024, elle est repérée dans une rue de Paris par la directrice de casting du film La Petite Dernière, une adaptation du roman éponyme de Fatima Daas.

## Carrière
En 2025, Nadia Melliti fait ses débuts au cinéma dans La Petite Dernière, où elle interprète Fatima, une jeune femme de 17 ans issue d'une famille algéro-française vivant dans une banlieue parisienne. Le film, présenté en compétition officielle au 78e Festival de Cannes le 16 mai 2025, explore les thèmes de l'identité, de la sexualité et des conflits familiaux. Sa performance, décrite comme « cassante mais vulnérable » et « séduisante », est largement saluée par la critique. Le film remporte la Queer Palm lors du festival. 
En reconnaissance de son interprétation, Nadia Melliti reçoit le prix d'interprétation féminine au Festival de Cannes 2025, marquant une entrée remarquée dans le monde du cinéma.

## Filmographie
- 2025 : La Petite Dernière de Hafsia Herzi : Fatima

## Distinctions
- Festival de Cannes 2025 : Prix d'interprétation féminine pour La Petite Dernière